# Rock & Pop UK
Rock & Pop UK, estilizado como R&P UK, fue un programa radial chileno, emitido entre 2014 y 2018 por Rock & Pop, enfocado en dar a conocer música británica, tanto éxitos como temas inéditos y en vivo. Fue conducido por el productor musical Francisco Tapia Robles.
El nombre del programa refiere tanto a la radio como el enfoque musical de este.

## Historia
Tapia Robles, profesor de inglés titulado en la Universidad de Los Lagos, emigró en 2008 a Reino Unido, donde realizó estudios en industria radial y musical en la BBC Academy de Londres, la School of Sound Recording de Mánchester y el Liverpool Institute for Performing Arts.
Su experiencia en el medio ya era conocida por la creación del programa chileno Adictos al Ruido, y posteriormente su versión inglesa Adictos al Ruido UK.
Ya de vuelta en Chile, en 2013 es contratado por el consorcio radial Ibero Americana Radio Chile. En la radio Rock & Pop, en 2014, comienza a realizar el programa Rock & Pop UK, gracias a su experiencia en el medio inglés, donde transmite música enfocada en la invasión británica, el britpop, el indie pop, Madchester y el post-punk, entre otros; además de entrevistas, música en vivo y especiales musicales. Para ello, Tapia Robles creó y editó los programas.
Luego de realizar especiales musicales por grupos musicales y géneros, en el verano de 2016 las ediciones fueron reducidas a solo el miércoles por la noche.
Finalmente, tras la renuncia de Tapia Robles a la radio, el programa fue finalizado el 31 de enero de 2018.